# Kalendarium Płonek
Płonki – wieś położona około 99 km na NE od klasztoru świętokrzyskiego, 35 km na NE od Braciejowic, 8 km na NE do Wąwolnicy, nad rzeką Kurówką.
Nazwy lokalne wsi w dokumentach źródłowych: 1375 a potem także w XV wieku także „Polanka”, 1442 „Polyanka”.
Powiat lubelski. Parafia Garbów, od 1418 r. Klementowice, następnie Kurów.

## Granice
- 1419 – ustalono granice z Kalenią[4].
- 1420 – ustalono granice z Markuszowicami[5].

## Własność-kalendarium, przywileje i powinności ekonomiczne
Własność szlachecka
- 1380 –  w dziale między synami Eustachego, Piotrowi przypadają Bejsce, Zakrzów i inne wsie w powiecie radomskim i wiślickim, zaś Jakubowi Bochotnica, Brzuthy!, Rudka, Wierzchoniów, Stok, Klementowice, Boguchwałowice (obecnie Buchałowice), Płonki, Markuszowice, Drzewcza, Spomagacz! (obecnie Brzozowa Gać), Gutanów w ziemi lubelskiej[6].
- 1419 – dziedzicem był Piotr z Bochotnicy[7].
- 1420–93 – wieś wchodzi w skład klucza kurowskiego[8].
- 1419 – znany jest Piotr kmieć z Płonek[9].
- 1429 – znany jest Zawisza z Płonek[10].
- 1442 – występuje w dokumentach Mikołaj kmieć z Płonek[11].
- 1442 – Piotr dziedzic Kurowa nadaje mieszczanom kurowskim pastwisko między ogrodami miejskimi zwanymi Płonki[12] W  połowie XV w. było to przedmieście miasta Kurów.
- 1470–80 – Długosz pisze o Płonkach na 31 łanach[b](Długosz L.B.III 254).
- 1493 – wiadomo o istnieniu dworu dziedzica z Kurowa w Płonkach.
- 1531 – pobór z 13 łanów[13] .
- 1453 – wymieniani są Łucja i pracowity Mikołaj Lubek z Płonek[14].
- 1418 – szlachcic Janusz wójt alias sołtys w Płonkach[15][16].
- 1431 – tenże Janusz był burgrabią lubelskim[17].
- 1446 – szlachcic Januszek z Płonek daje swym synom działy: Stanisławowi i Janowi po połowie w Podgrodziu i Niezabitowie, Jakubowi w Wielkim i Woli Wieliskiej, resztę majątku Piotrowi[18].
- 1461 – Piotr był wójtem (Płonek ?)[19].

## Powinności dziesięcinne
Dziesięcina należy do klasztoru świętokrzyskiego, biskupa krakowskiego, prepozyta Kurowa i plebana Klementowic.
- 1375 – dziesięcina należy do opactwa świętokrzyskiego[20].
- 1418 – biskup krakowski Wojciech Jastrzębiec przyłącza wieś Płonki, dotychczas należącą do parafii Garbów, do nowo powstałej parafii Klementowice, nadając jej plebanowi dziesięciny z ról dworskich i sołtysich w Płonkach oraz meszne od kmieci po korcu żyta z łana i po 1 groszu kolędy[21].
- 1442 – sąd polubowny postanawia, że dziesięcina snopowa z 11 starych łanów kmiecych w Płonkach winna należeć do opata świętokrzyskiego, a z 10 łanów nowych zwanych „Kalyne”[a] oraz 10 łanów[c] nowo wykarczowanych z drugiej strony wsi w kierunku Kurowa do biskupa krakowskiego[22].
- 1470–80 – parafia Kurów. Z 11 łanów kmiecych dziesięcinę snopową dowożą klasztorowi świętokrzyskiemu. Z nowych 10 łanów zwanych „Kalinie” z drugiej strony wsi w kierunku Kurowa dziesięcina należy do biskupa krakowskiego (Długosz L.B. III 254). [Następnie?] z wszystkich łanów kmiecych dziesięcinę snopową i konopną wartości do 6 grzywien dowożą klasztorowi świętokrzyskiemu (Długosz L.B. II 570);
- 1529 – dziesięcina snopowa wartości 4 grzywny należy do opactwa, z ról sołtysich 1 grzywna prepozyturze w Kurowie[23].
- 1529 – dziesięcinę snopową wartości 1 grzywny należy do stołu konwentu świętokrzyskiego, z ról sołectwa dziesięcina snopowa wartości 1 grzywny pobiera prepozyt z Kurowa[23].
- 1551 do 1819 – trwają spory o dziesięciny prowadzone z kolejnymi dziedzicami wsi a klasztorem świętokrzyskim.

## Wydarzenia
- 1462 – odbyły się w Płonkach roczki kasztelańskie[24].

## Badania archeologiczne
W trakcie badań archeologicznych objętych programem Archeologiczne Zdjęcie Polski stwierdzono materialne ślady osadnictwa z wieku VIII-XIII.